# Horlogijn Čojbalsan
Horlogijn Čojbalsan, mongolski politik, maršal in komunist, * 1895, † 1952.

## Življenjepis
Po smrti ustanovitelja mongolske ljudske republike Suhe-Batorja (1923) se je postopoma uveljavil kot njen voditelj, nekakšen "mongolski Stalin", ki je prenašal politiko svoje zaščitnice, Sovjetske zveze, v Mongolijo, skupaj z množičnimi čistkami. Leta 1936 so Čojbalsana imenovali za maršala Mongolske ljudske republike. Čojbalsan je leta 1939 postal predsednik vlade LR Mongolije, kar je bil do svoje smrti. Za časa njegove vladavine je Mongolija postala mednarodno priznana neodvisna država (prej formalno še del Kitajske).
1. 1 2  Brockhaus Enzyklopädie
2. ↑  https://www.biografiasyvidas.com/biografia/c/choibalsan.htm